# Arroyo Genoa
Arroyo Genoa är ett periodiskt vattendrag i Argentina.   Det ligger i provinsen Chubut, i den södra delen av landet, 1 500 kilometer sydväst om huvudstaden Buenos Aires.
Omgivningen kring Arroyo Genoa är i huvudsak ett öppet busklandskap och området är nästan obefolkat, med mindre än två invånare per kvadratkilometer.